# 托馬斯·法蘭克
托馬斯·法蘭克（丹麥語：Thomas Frank，1973年10月9日—）是一名丹麦职业足球教練和前球员，球員時代司職中场。現執教英超球隊熱刺。

## 教練生涯
法蘭克的執教生涯開始於青年足球，其後歷任丹麥足總轄下多支青年國家隊主教練，包括U16、U17及U19梯隊。他給人留下了深刻的印象，引起了丹麥足球超級聯賽豪門邦比的注意。在2013年至2016年期間只執教了100多場的職業比賽，期間兩度率隊躋身歐洲聯賽外圍賽階段。
2016年12月，法蘭克加入賓福特的教練團隊，擔任主教練迪恩·史密斯的助教。擔任助理教練期間給人留下了深刻的印象，當史密斯在2018年10月離開俱樂部前往阿斯頓維拉時，法蘭克被提拔為球隊主教練。於2020-21球季帶領球隊透過英冠升班附加賽歷史性升上英超。
2025年6月12日，法蘭克接替安奇·波斯特科格盧成為熱刺的主教練，合約至2028年。賓福特獲得1,000萬英鎊的賠償。

## 領隊榮譽
賓福特
- 英冠附加賽冠軍：2021

## 外部連結
- 足球数据库：托馬斯·法蘭克的教练统计数据
- Thomas Frank （页面存档备份，存于） at brentfordfc.com
- Thomas Frank （页面存档备份，存于） at dbu.dk